# Mystic Arcana
A Mystic Arcana egy, a Marvel Comics kiadásában megjelenő, négyrészes mini-képregénysorozat, melynek első száma 2007 júniusában jelent meg. A sorozat írója az ismert tarot-kártya tervező David Sexton aki, mellett a sorozat négy számában négy másik író is közreműködik. A minisorozat különálló történeteinek főhősei a Marvel-univerzum mágikus képességekkel rendelkező négy szereplője; Varázs, a Fekete Lovag, a Skarlát Boszorkány és Nico Minoru.

## A megjelenés története
A minisorozat megjelenését a 2007-es New York Comic Con-on jelentette be a Marvel Comics. A képregény egyik írója, David Sexton nyilatkozata szerint a történetek arra hivatott, hogy lefektesse a mágia alapjait és szabályait a Marvel-univerzumban, ahogyan azt az Annihilation sorozat tette a Marvel földönkívüli szereplőivel. A sorozat négy főszereplőjét úgy választották ki, hogy azok tarot-kártyák Kis Arkánumának egy-egy „színét” és a négy elemei erő egyikét  szimbolizáljanak. Ennek megfelelően Varázs a kardokat és a levegőt, a Fekete Lovag az érméket és a földet, a Skarlát Boszorkány a kelyheket és a vizet, Nico Minoru pedig a pálcákat és a tűzet jeleníti meg.
A sorozatot megelőzően jelent meg a Marvel hivatalos kézikönyvének, az OHOTMU-nak Mystic Arcana: The Book of Marvel Magic című kiadása.

## Külső hivatkozások
- Mystic Arcana: Magik #1 a Marvel.com oldalain
- Mystic Arcana: Black Knight #2 a Marvel.com oldalain
- Mystic Arcana: Scarlet Witch #3 a Marvel.com oldalain
- Mystic Arcana: Sister Grimm #4 a Marvel.com oldalain
- OHotMU: Mystic Arcana – Book of Marvel Magic #1 Bibliography Archiválva 2007. szeptember 29-i dátummal a Wayback Machine-ben a Marvel Universe oldalain